# Амерички национални завод за стандардизацију
 (енгл. American National Standards Institute) — Амерички национални завод за стандардизацију, је непрофитна организација која надгледа развој стандарда за производе, сервисе, процесе и системе у САД. Ова организација такође усклађује стандарде САД са међународним стандардима, тако да се амерички производи могу користити широм света. На пример, стандарди се брину да људи који имају неку врсту камере могу наћи филм који им треба било где на свету. ANSI је национални стандард Сједињених Америчких Држава који прописује Национални завод за стандардизацију (American National Standards Institute)
ANSI акредитује стандарде које су развили представници других организација за стандардизацију, владиних агенција, група потрошача, компанија и других. Ови стандарди обезбеђују да су карактеристике и перформансе производа конзистентне, да људи користе исте дефиниције и термине и да се производи тестирају на исти начин. ANSI такође акредитује организације које врше сертификацију производа или особља у складу са захтевима дефинисаним у међународним стандардима.

## Историја
Историја ANSI-ја почиње још 1918. када га је основало пет инжењерских друштава и три државне установе. Тада је пословао под називом American Engineering Standards Committee (AESC) која је 1928. добио име American Standards Association (ASA). ASA се 1966. реорганизовала и постала United States of America Standards Institute (USASI) да би коначно 1969. добио свој далеко познатији назив – ANSI.
Пре 1918, постојало је ових пет оснивачких инжењерских друштава:
- Амерички институт електроинжењера[6] (AIEE, сада IEEE)
- Америчко друштво машинских инжењера[7][8] (ASME)
- Америчко друштво грађевинских инжењера (ASCE)
- Амерички институт рударских инжењера (AIME, сада Амерички институт рударских, металуршких и нафтних инжењера)
- Америчко друштво за испитивање и материјале (сада ASTM International). Они су били чланови Уједињеног инжењерског друштва (UES). По налогу AIEE-а, позвали су министарства владе САД за рат, морнарицу (комбиноване 1947. у Министарство одбране или DOD) и трговину[9] да се придруже оснивању националне организације за стандарде.

Године 1931, организација (преименована у ASA 1928. године) је постала повезана са америчким националним комитетом Међународне електротехничке комисије (IEC), који је формиран 1904. да би развио електричне и електронске стандарде.

## Корисници
Корисници ANSI-ја су многобројне владине агенције, организације, корпорације, академска и интернационална тела и многобројни појединци. Преко 125.000 компанија и 3.500.000 професионалаца у 150 држава широм света користи ANSI.

### Услуге
Корисницима ANSI стандарда дате су многобројне бенефиције. Сваком кориснику омогућено је поседовање неограниченог боја изасланика, приступ информацијама из ANSI Document Library као и увид у бизнисне ресурсе. Омогућена су и учешћа у политичким и планским деловањима организације, уђешће на међународним ANSI дебатама као и учешће у Стандардном одбору. Могуће је и управљање у Интернационалном секретаријату и TAG-у.

## Међународне активности
Поред олакшавања формирања стандарда у Сједињеним Државама, ANSI промовише употребу америчких стандарда на међународном нивоу, заговара америчку политику и техничке позиције у међународним и регионалним организацијама за стандарде и подстиче усвајање међународних стандарда као националних стандарда где је то потребно.
Институт је званични представник САД у две велике међународне организације за стандардизацију, Међународна организација за стандардизацију (ISO), као члан оснивач, и Међународна електротехничка комисија (IEC), преко Националног комитета САД (USNC). ANSI учествује у скоро целокупном техничком програму ISO и IEC, и управља многим кључним комитетима и подгрупама. У многим случајевима, амерички стандарди се прослеђују ISO и IEC, преко ANSI или USNC, где се усвајају у целини или делимично као међународни стандарди.
Усвајање ISO и IEC стандарда као америчких стандарда порасло је са 0,2% у 1986. на 15,5% у мају 2012. године.

### Стандардни панели
Институт управља са девет панела за стандарде:
- ANSI сарадња за стандардизацију домовинске одбране и безбедности (HDSSC)
- ANSI панел стандарда нанотехнологије (ANSI-NSP)
- Панел стандарда за превенцију крађе ID-а и управљање ID-ом (IDSP)
- ANSI координациона сарадња за стандардизацију енергетске ефикасности (EESCC)
- Сарадња за координацију стандарда нуклеарне енергије (NESCC)
- Панел стандарда за електрична возила (EVSP)
- ANSI-НАМ мрежа о хемијској регулативи
- ANSI координациони панел за стандарде биогорива
- Панел стандарда информационе технологије у здравству (HITSP)

### Амерички национални стандарди
- ASA (као за American Standards Association) систем фотографске експозиције, првобитно дефинисан у ASA Z38.2.1 (од 1943) и ASA PH2.5 (од 1954), заједно са DIN системом (DIN 4512 од 1934), постао је основа за ISO систем (од 1974), који се тренутно користи широм света (ISO 6, ISO 2240, ISO 5800, ISO 12232).
- Стандард за скуп вредности које се користе за представљање знакова у дигиталним рачунарима. Стандард ANSI кода проширио је претходно креирани стандард ASCII седмобитног кода (ASA X3.4-1963), са додатним кодовима за европске абецеде (погледајте и Проширени бинарно кодирани децимални код за размену или EBCDIC). У Мајкрософт Виндоусу, фраза „ANSI“ се односи на Виндоус ANSI кодне странице (иако оне нису ANSI стандарди).[14] Већина њих је фиксне ширине, мада су неки знакови за идеографске језике променљиве ширине. Пошто су ови знакови засновани на нацрту серије ISO-8859, неки од Мајкрософтових симбола су визуелно веома слични ISO симболима, што многе наводи на лажну претпоставку да су идентични.
- Први стандард компјутерског програмског језика био је „Амерички стандард Фортрана“ (незванично познат као „FORTRAN 66“), одобрен у марту 1966. и објављен као ASA X3.9-1966.
- Програмски језик COBOL имао је ANSI стандарде 1968, 1974. и 1985. године. Стандард COBOL 2002 издао је ISO.
- Оригинална стандардна имплементација програмског језика Ц је стандардизована као ANSI X3.159-1989, поставши добро познати ANSI C.
- X3J13 комитет је створен 1986. да формализује текућу консолидацију Common Lisp,[15] која је кулминирала 1994. године објављивањем првог ANSI-јевог стандарда за објектно оријентисано програмирање.[16]

### Друге иницијативе
- Године 2008, ANSI је, у партнерству са Citation Technologies,[17] креирао прву динамичку, онлајн веб библиотеку за стандарде ISO 14000.[18]
- ANSI је 23. јуна 2009. године објавио уговор о производима и услугама са Citation Technologies за испоруку свих ISO стандарда на веб платформи. Кроз ANSI-Citation партнерство, 17.765 међународних стандарда које је развило више од 3.000 ISO техничких тела биће стављено на располагање на платформи за цитирање, наоружавајући претплатнике моћним алатима за претрагу и сарадњу, обавештавање и функционалношћу управљања променама.[19]
- ANSI је, у партнерству са Citation Technologies, AAMI, ASTM, и DIN, створио јединствену, централизовану базу података за стандарде медицинских уређаја 9. септембра 2009. године.[20]
- Почетком 2009. године, ANSI је покренуо нови програм акредитације сертификата (ANSI-CAP) како би обезбедио неутралну потврду треће стране да дати програм сертификата испуњава амерички национални стандард ASTM E2659-09.
- ANSI је 2009. године почео да прихвата пријаве за сертификационе тела која траже акредитацију у складу са захтевима дефинисаним Програмом сертификације за безбедност играчака (TSCP) као званични акредитатор треће стране TSCP-ових тела за сертификацију производа.
- ANSI је 2006. године покренуо StandardsPortal.org,[21] онлајн ресурс за омогућавање отвореније и ефикасније трговине између међународних тржишта у областима стандарда, оцењивања усаглашености и техничких прописа. Сајт тренутно садржи садржај за Сједињене Државе, Кину, Индију, Кореју и Бразил, са додатним земљама и регионима планираним за будући садржај.
- ANSI стандарди дизајна су такође уграђени у грађевинске кодове који обухватају неколико специфичних грађевинских подскупова, као што је ANSI/SPRI ES-1, који се односи на „Стандард пројектовања ветра за ивичне системе који се користе са кровним системима са малим нагибом“, на пример.[22]

## Разлике
је један од најкоришћенијих стандарда. Пре свеха захваљујући јакој америчкој политици и економији и њиховом пробоју на инострано тржиште. Због велике примене, одрећени ANSI стандардни елементи усвојени су од стране ISO као међународни. Ипак разлике између ANSI и неког не америчког стандарда (нпр. ISO, JUS, DIN, GOSP...), најуочливије су у секторима конструисања и изградњи и ижењерству. Карактеристичне су разлике у техничкој документацији настале пре свега због коришћење различитих мерних јединица. Док ANSI прописује коришћење инча и погледа са десно, ISO прописује милиметре и поглед са лево. Приметни су и различити начини постављења котних бројева и линија, као и самих кота.
|  |

## Партнерство
је члан многобројних организација од којуих су најзначајнија чланстава у:
-
- - Међународни електротехнички комитет - непрофитна међународна организација која се бави прописивањем стандарда из електротехничких области.
-